# Musée africain de l'île d'Aix
Le musée africain de l'île d'Aix est un musée français situé sur l'île d'Aix en Charente-Maritime. Partageant le label musée de France avec le Musée napoléonien tout proche, il abrite les trophées de chasse du baron Gourgaud (1891-1944), ainsi qu'une série d'objets ethnographiques en provenance du continent africain, mis en scène selon les usages des années 1930.

## Localisation et accès

Localisation de la rue Napoléon au sud de l'île

Le musée est situé au sud de l'île, dans le village, la partie comprise à l'intérieur de ses remparts connue sous le nom de « bourg », dans la rue Napoléon, soit à quelques dizaines de mètres du Musée Napoléonien. Son aspect extérieur est néanmoins très différent, plus modeste, les deux grandes salles d'exposition disposées en équerre ayant été aménagées dans d'anciennes maisons basses de pêcheurs, comme il en existe beaucoup dans cette partie de l'île.
Le musée est assez proche du débarcadère, 300 m env. on y accède à pied, à bicyclette ou en calèche, puisqu'il n'y a pratiquement pas de circulation automobile sur l'île sauf pour les marchandises et bagagistes.

## Histoire
Le musée doit son existence au baron Napoléon Gourgaud – arrière-petit-fils du baron Gaspard Gourgaud, compagnon de Napoléon Ier à Sainte-Hélène – qui souhaitait mettre à la disposition du public les collections zoologiques et ethnographiques réunies au cours des trois expéditions qu'il avait menées entre 1913 et 1931 en Afrique australe, centrale et orientale – il participa notamment aux safaris du baron suédois Bror Blixen, époux de la romancière Karen Blixen – et qui seront complétées par la suite par des dons.

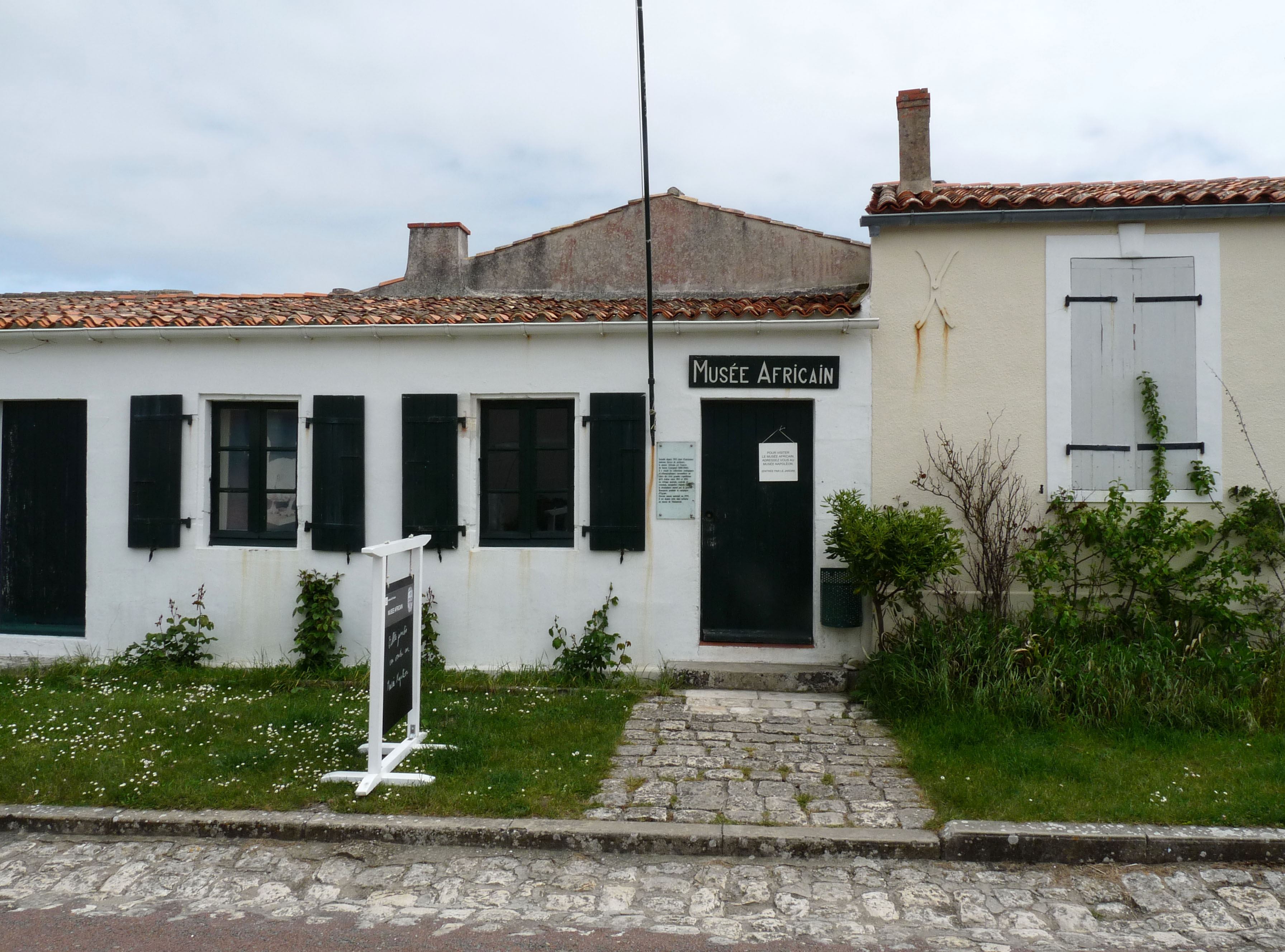
Entrée du musée installé dans d'anciennes maisons de pêcheurs

Or, dès 1925, le baron Gourgaud et sa femme, une riche Américaine, avaient été séduits par l'île d'Aix, créant la Société des Amis de l'île d'Aix, devenue Fondation Gourgaud.
Fort de sa volonté de créer un musée consacré à sa passion pour l'Afrique, le baron Gourgaud acquiert sur l'île, d'anciennes maisons basses de pêcheurs.
Le projet d'aménagement du musée Africain fut ainsi confié à l'architecte parisien d'origine suisse Léo Polin (*1891–†1966), sur les conseils du directeur du Muséum d'histoire naturelle de La Rochelle.
Dès l'inauguration du musée en 1933, le baron y installe ses collections, dans un contexte historique particulièrement propice à cette initiative : en effet, au début des années 1930, l'engouement des Français pour l'Afrique venait d'être renforcé par le succès de l'Exposition coloniale internationale organisée à la Porte Dorée à Paris, en 1931. La question du pillage du continent ou de l'extermination de certaines espèces animales n'était alors pas encore d'actualité.
Le Musée africain revient à l'État sous réserve d'usufruit et devient musée national en 1959 au décès de la baronne Gourgaud. Depuis cette date il est rattaché au musée du Château de Malmaison.
En tant que témoignage de l'ère coloniale, la muséographie des années 1930 a délibérément été conservée.

## Collections

### Collections zoologiques
Elles comprennent principalement les trophées de chasse du baron Gourgaud, auxquels s'ajoute par exemple un dromadaire d'Arabie longtemps présenté comme ayant été monté par le général Bonaparte pendant la campagne d'Égypte – ainsi que l'avance toujours la signalétique du musée (en 2009). Il s'agit en réalité d'une légende forgée par le baron à des fins publicitaires. De fait l'animal fut effectivement ramené vivant en France et d'abord envoyé au Jardin des plantes. À sa mort, il fut naturalisé et déposé en 1933 au musée de l'île d'Aix alors créé. La naturalisation des autres animaux fut confiée au plus célèbre taxidermiste de l’époque, la maison Rowland Ward de Londres.
Le dodo (Raphus cucullatus) de l'île Maurice n'est qu'une reproduction, puisque l'espèce s'est éteinte depuis le XVIIIe siècle.
Le baron Gourgaud apporta beaucoup de soin à la présentation de ses trophées. Les vitrines, dont la décoration fut confiée à un peintre-paysagiste, abritent des dioramas qui mettent en scène la faune et l'environnement naturel des régions concernées, par exemple le Mont Kenya, le Kilimandjaro, l'île Sainte-Hélène ou certains paysages du Soudan.

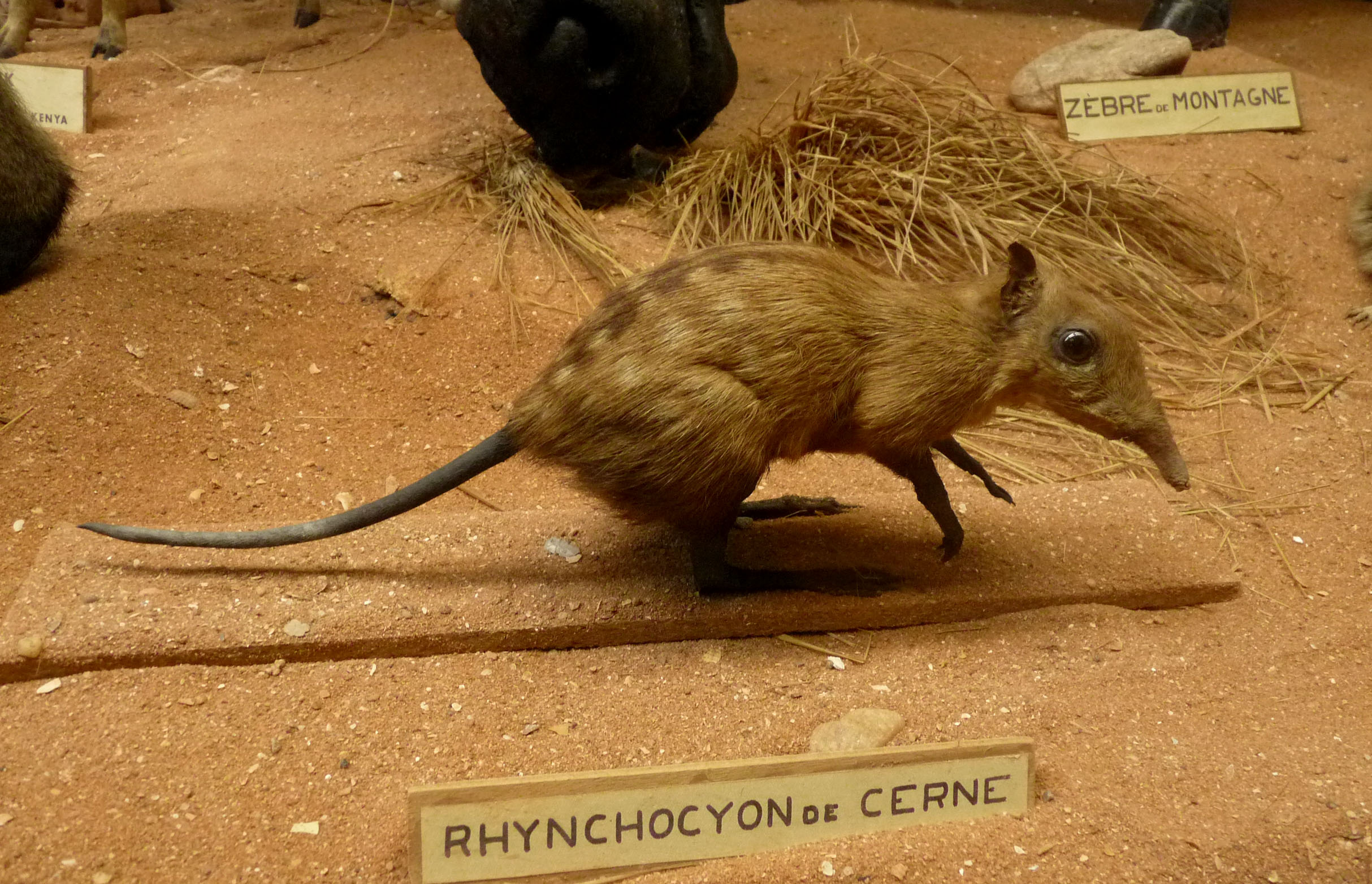
Rhynchocyon de Cerne naturalisé
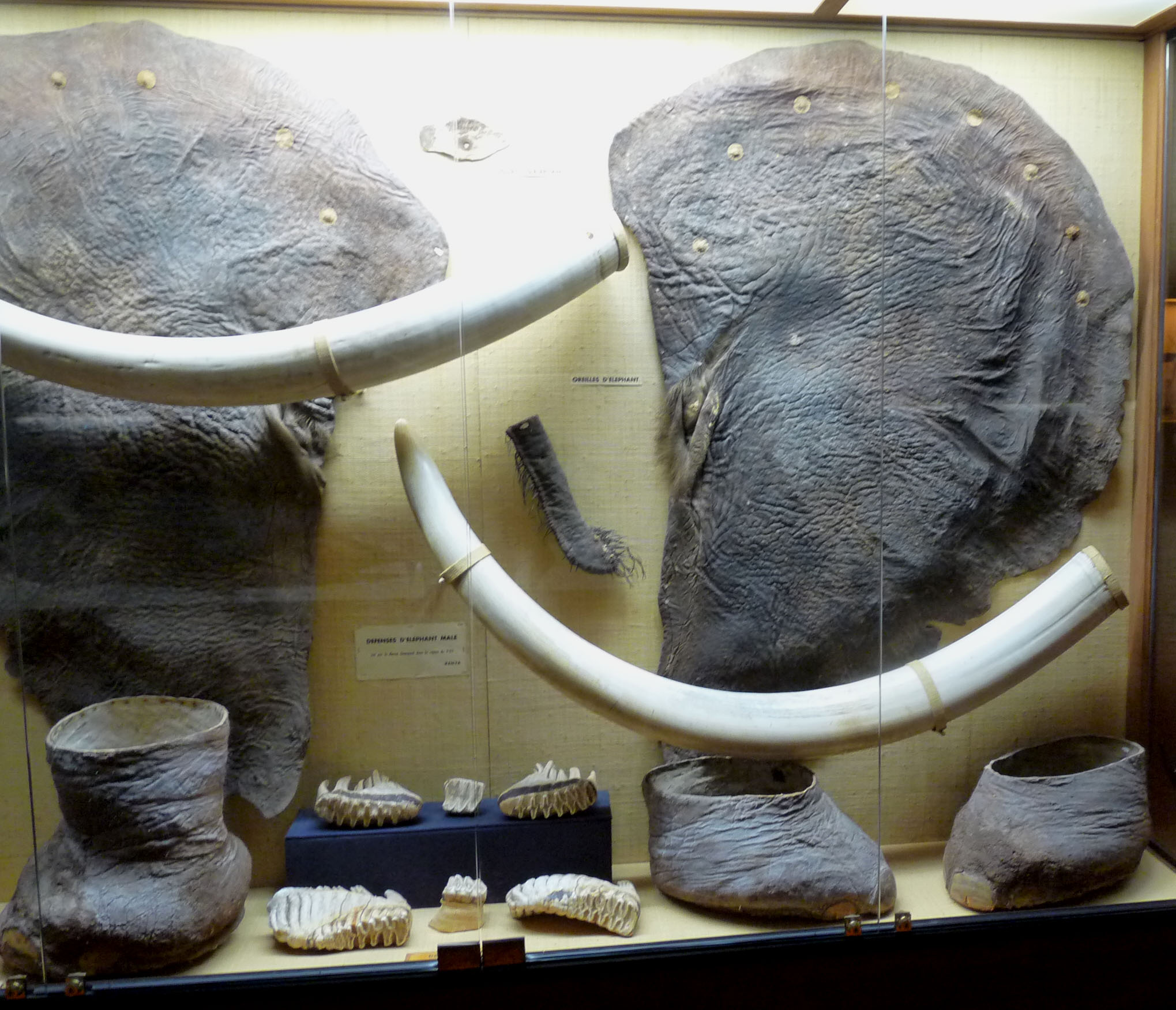
Oreilles, défenses, dents, queue et pattes d'éléphant
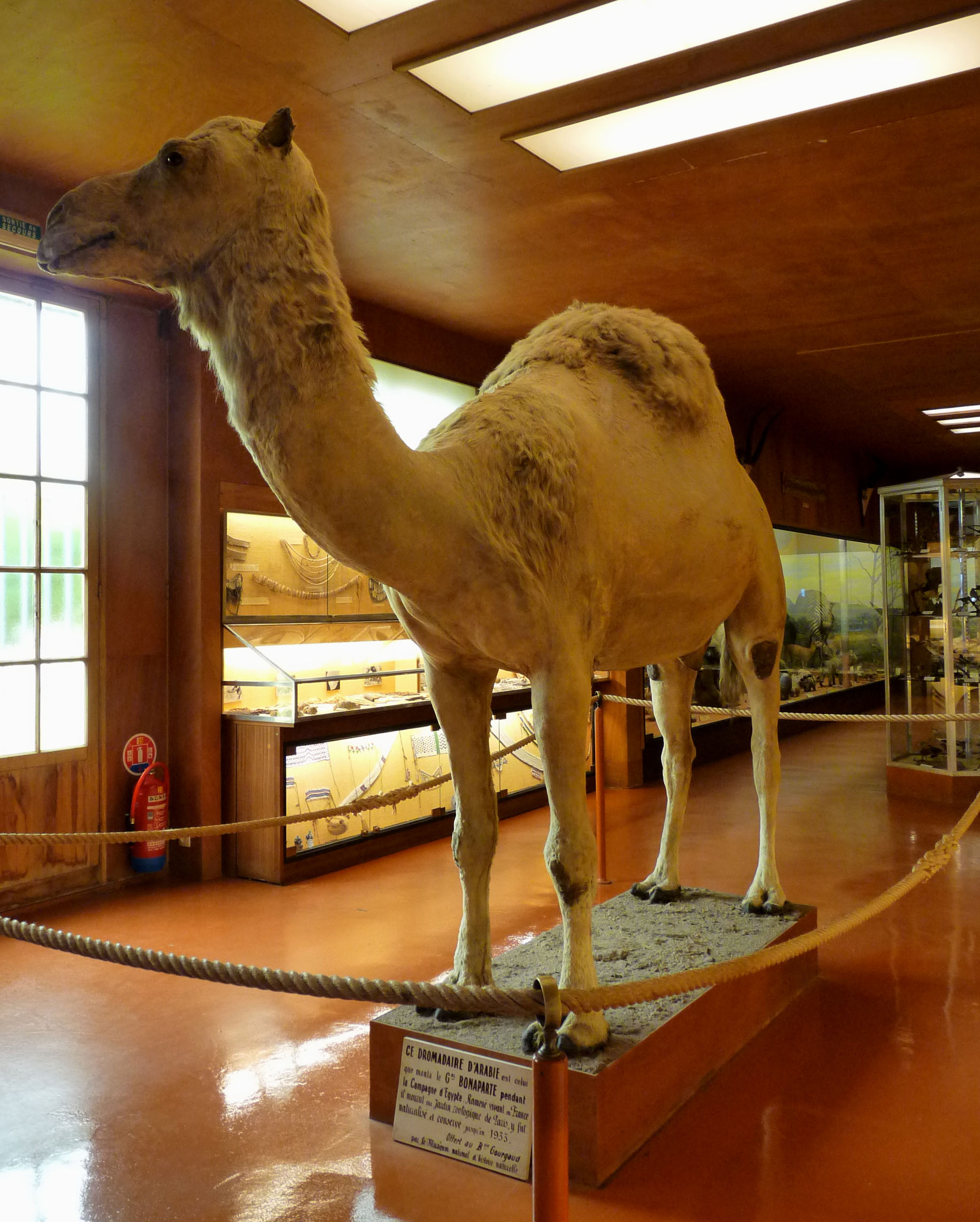
Dromadaire naturalisé, ramené vivant d'Égypte

### Collections ethnographiques
Les objets ethnographiques – masques, armes, boucliers notamment – présentés dans les galeries ont pour la plupart été offerts au baron Gourgaud par l'un de ses compagnons, Armand Van Mons.

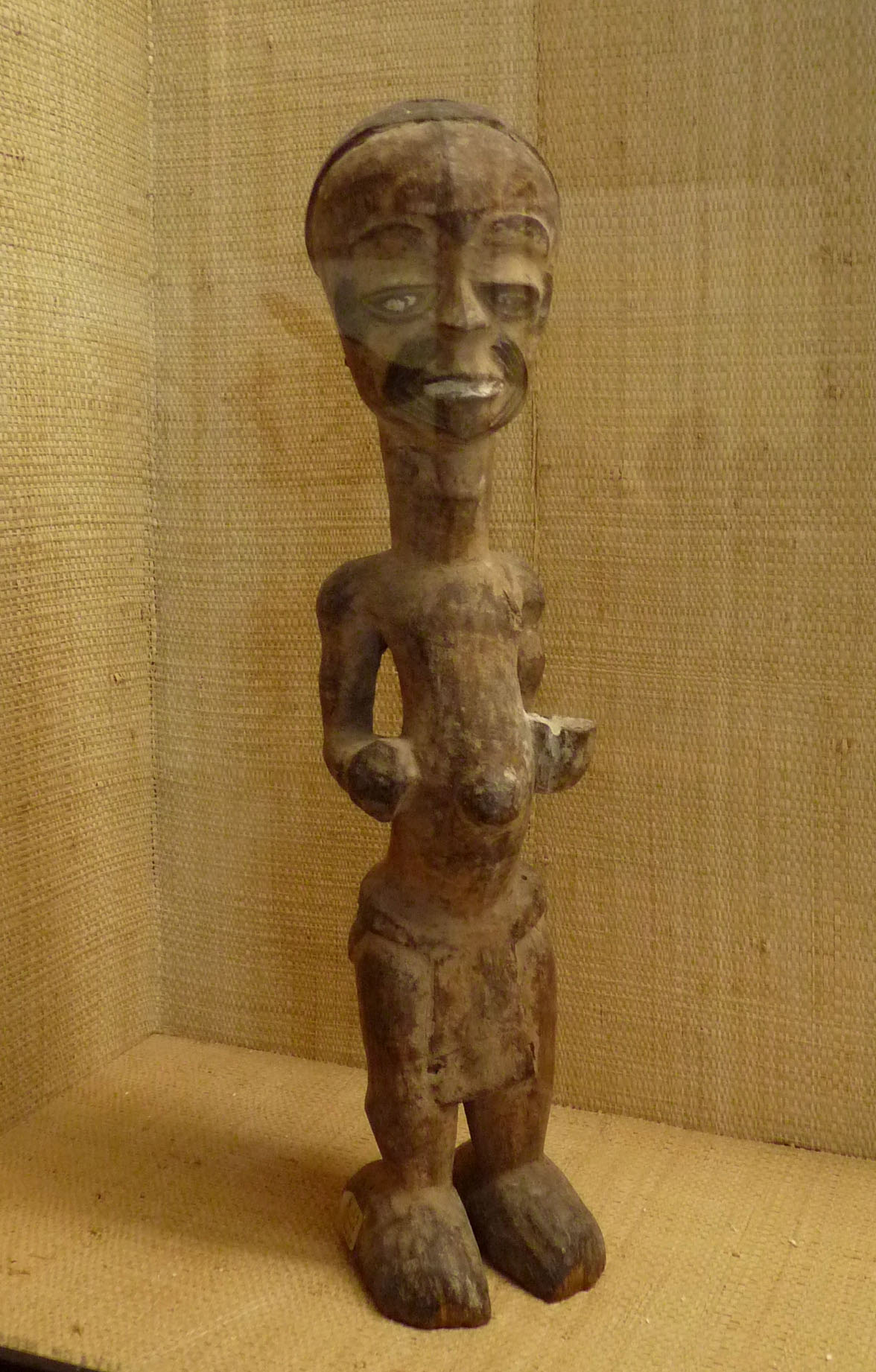
Statuette Lulua
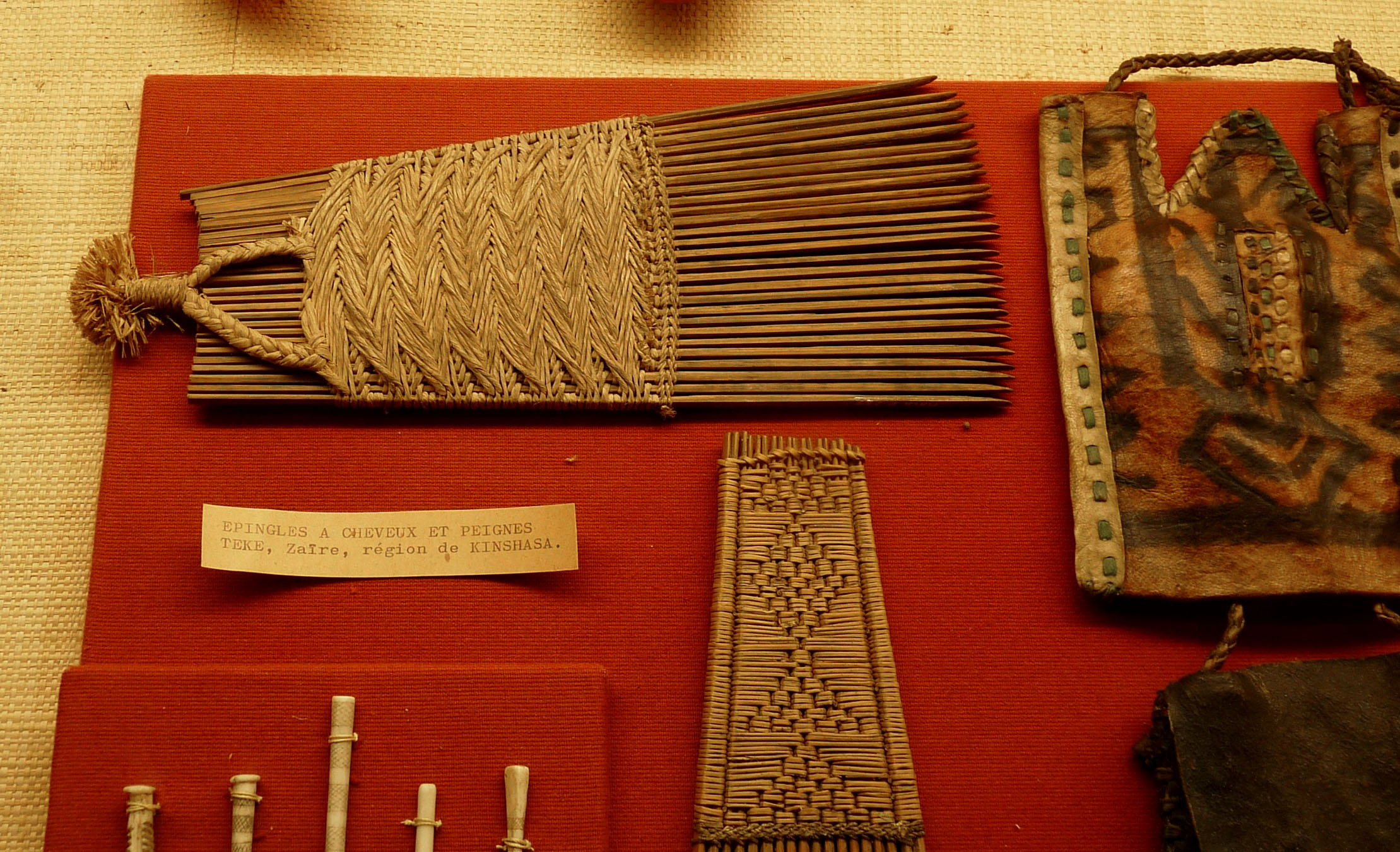
Peignes Teke
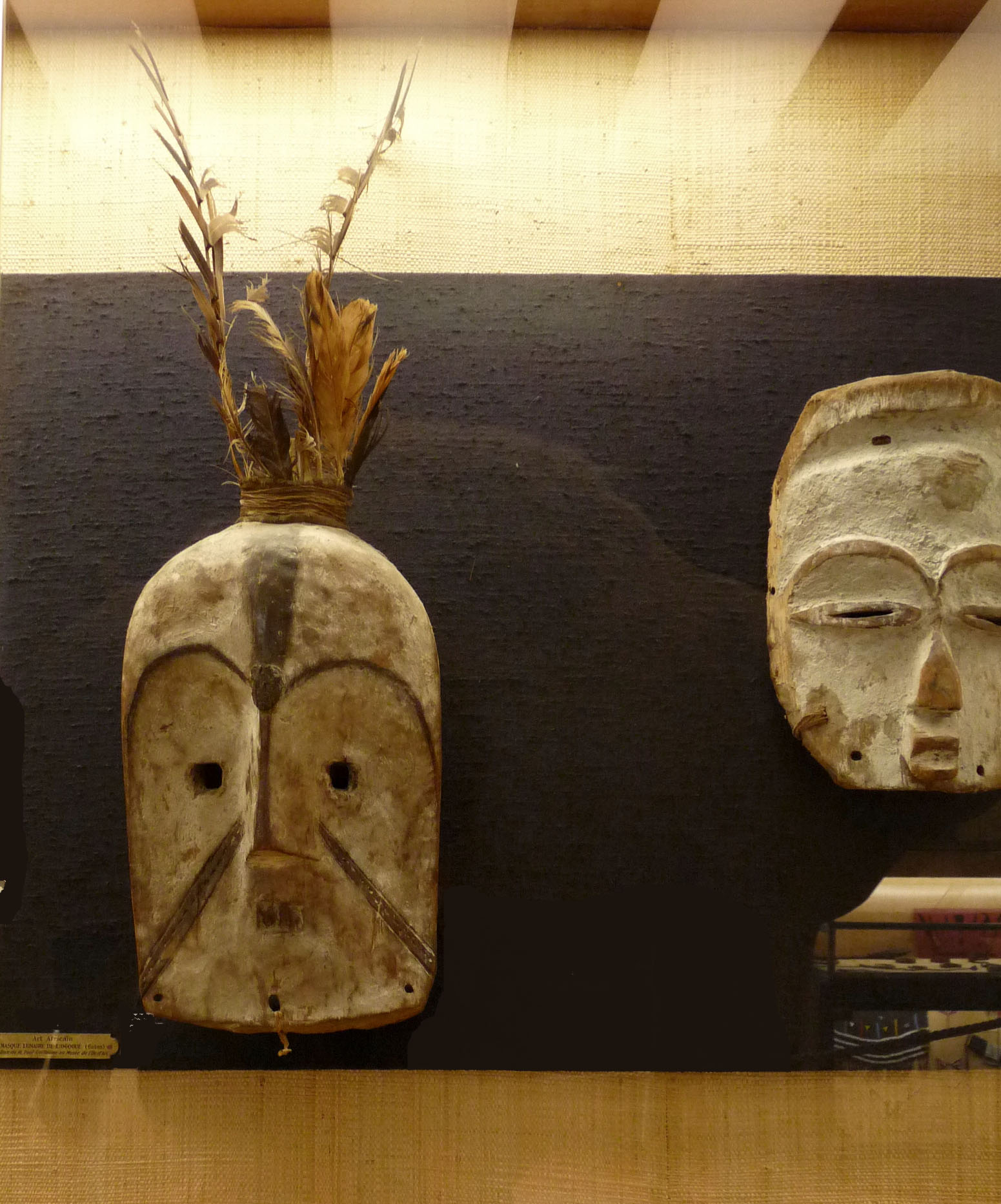
Masques lunaires de l'Ogooué
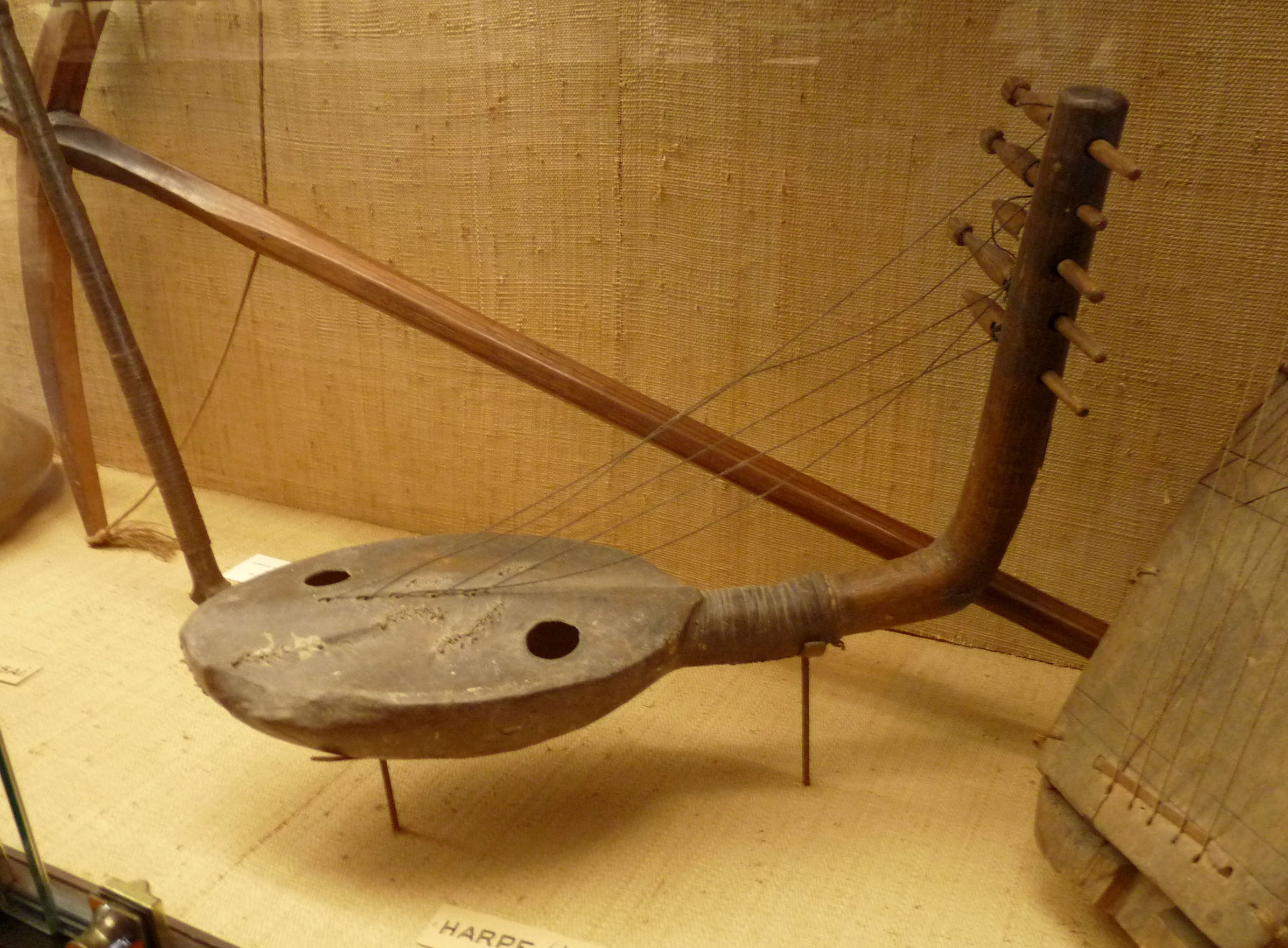
Harpe Ituri

## Au cinéma
Le Musée Africain de l'île d'Aix apparait dans le film de Robert Enrico, Les Aventuriers (1967), avec Alain Delon et Lino Ventura visitant le musée avec le petit garçon guide. Le dromadaire de Bonaparte vient tout juste d'être acheminé au musée. On assiste indirectement à son voyage en bateau et à son arrivée en fanfare sur l'île.